# Macrothelypteris torresiana
Macrothelypteris torresiana är en kärrbräkenväxtart som först beskrevs av Charles Gaudichaud-Beaupré och som fick sitt nu gällande namn av Ren-Chang Ching.
Macrothelypteris torresiana ingår i släktet Macrothelypteris och familjen Thelypteridaceae. Inga underarter finns listade i Catalogue of Life.

## Bildgalleri

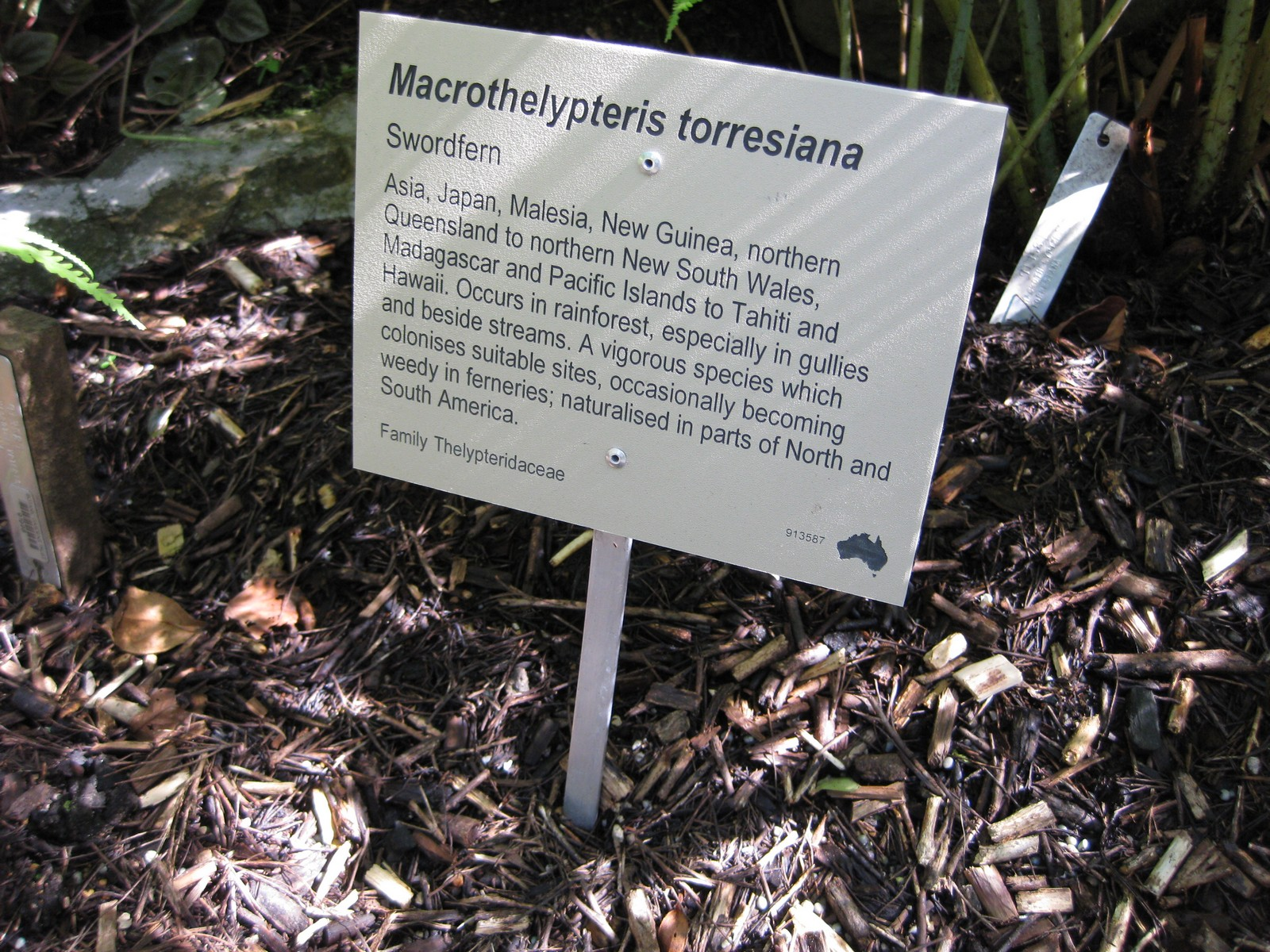
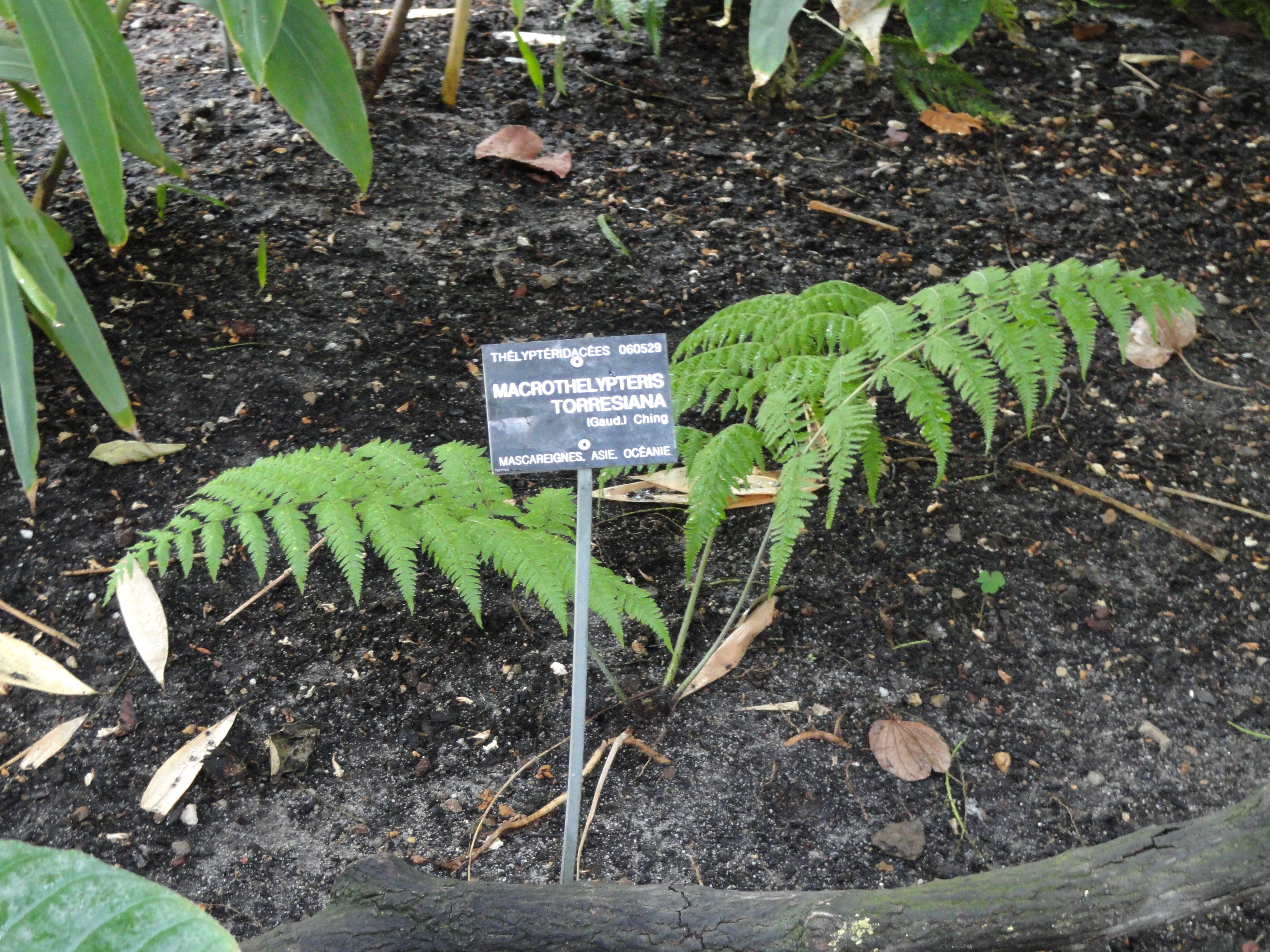
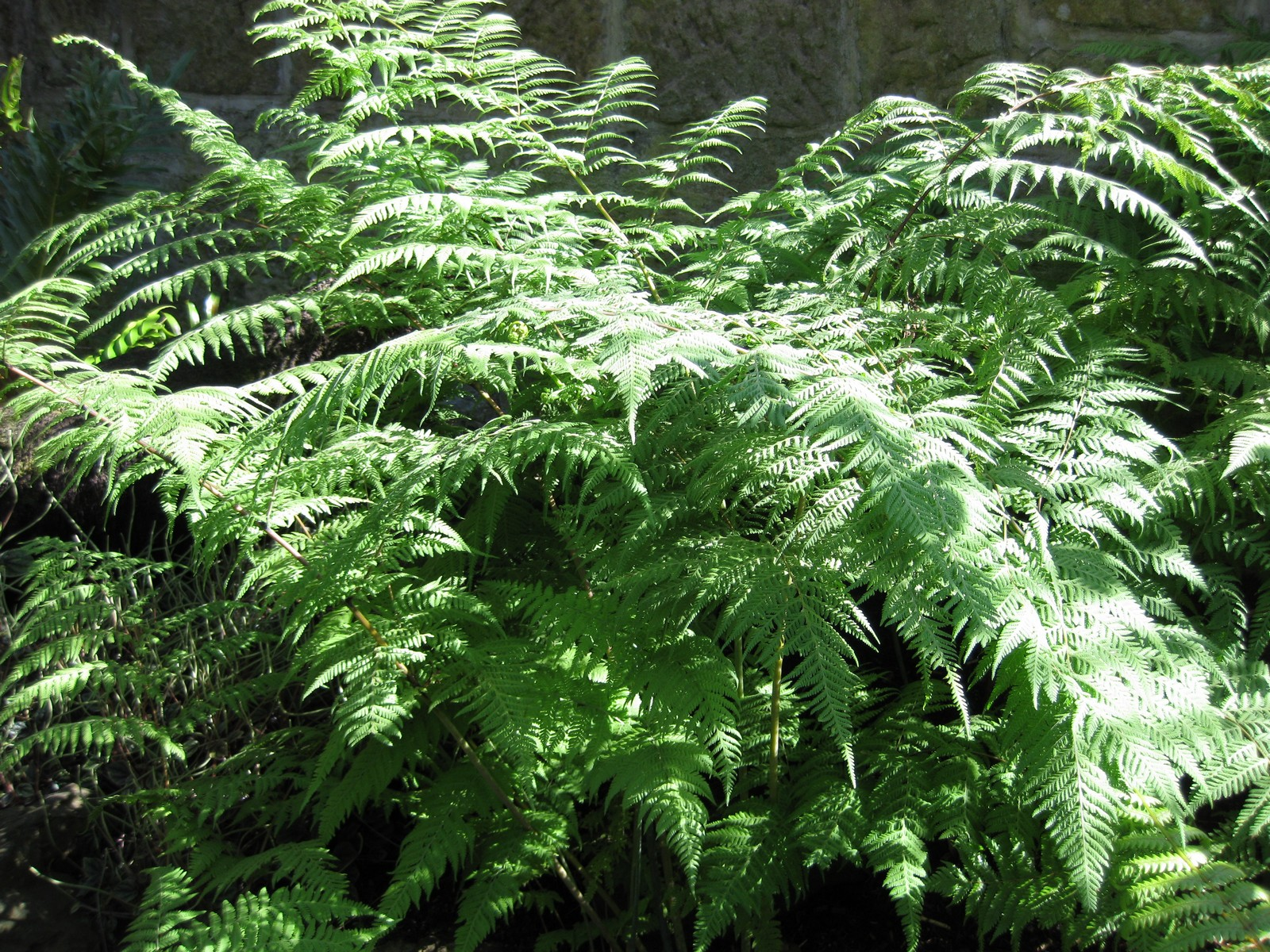